# Dolná Breznica
Dolná Breznica je naseljeno mjesto u okrugu Púchov u Trenčínskom kraju u Slovačkoj.

## Stanovništvo
| Godina:     | 1993. | 2003.   | 2013.   | 2023.    |
| ----------- | ----- | ------- | ------- | -------- |
| Broj ljudi: | 794   | 812     | 873     | 1081     |
| Razlika:    |       | +2,26 % | +7,51 % | +23,82 % |

| Godina:     | 2022. | 2023.   |
| ----------- | ----- | ------- |
| Broj ljudi: | 1062  | 1081    |
| Razlika:    |       | +1,78 % |

Prema podatcima o broju stanovnika iz 2023. godine naselje je imalo 1081 stanovnika.

## Vanjske poveznice
|  | Zajednički poslužitelj ima još gradiva o temi Dolná Breznica |

- Službena stranica naselja (sl.)